# Сейсмические явления
Сейсмические явления — это процессы движения пород, магмы и флюидов в литосфере и мантии Земли, способные генерировать сейсмическую энергию и реализовывать её посредством механических импульсов: поступательного импульса в виде поперечных сейсмических волн Р и вращательного импульса в виде продольных сейсмических волн S, проявляющих себя как землетрясения, извержения вулканов, горные удары, обвалы, выбросы пород и газа из горного массива.
Большинство сейсмических явлений носят природный характер, но отдельные явления могут быть вызваны военной или хозяйственной деятельностью человека, например: испытаниями атомного оружия, взрывными работами большой мощности, горными работами, устройством гидротехнических сооружений и т. д. На вопрос образования энергии сейсмических явлений у научного сообщества геофизиков до сих пор нет вразумительного ответа, а существующие гипотезы разработанные в XX веке опираются на законы механики твёрдого тела и не соответствуют современному уровню знаний, как классической физики и химии, так и квантовых систем и поэтому противоречивы.

## Виды сейсмических явлений

### Землетрясение
Землетрясение является наиболее часто встречающимся сейсмическим явлением. Большинство гипотез образования энергии сейсмических явлений базируется на разработанной более века назад Г. Рейдом гипотезе Упругая отдача. Согласно этой гипотезе, сейсмическая энергия землетрясений образуется в результате упругих сил деформаций тектонических плит или блоков пород, которая накапливается горным массивом и реализуется импульсной разгрузкой при деформациях в горном массиве превышающих предел прочности пород. Несмотря на то, что ряд современных геофизиков считают гипотезу Упругая отдача лженаучной, она до сих пор является наиболее распространённой и признанной среди сейсмологов. На этом настаивал корифей советской геофизики Г. П. Горшков, слова которого процитированы в работе. С его мнением согласны многие учёные, ибо и гипотеза Рейда и её многочисленные клоны противоречат фундаментальному закону физики — Принципу Минимума Энергии, как и ряду других законов, что наглядно показано во многих работах современных исследователей.

### Извержение вулкана
Извержение вулканов относят к сейсмическим явлениям, поскольку процесс извержения почти всегда сопровождается выбросом сейсмической энергии. Современные гипотезы взрывов и извержений вулканов объясняют механизм образования сейсмической энергии вулканизма процессом внезапной дегазации магмы в результате резкого падения давления, по аналогии с процессом открывания бутылки шампанского вина. К сожалению, это гипотеза не может объяснить многократное повторение процесса извержения вулкана, поскольку известно, что бутылку шампанского можно открыть только один раз. Следовательно, гипотезы образования энергии вулканических процессов не соответствуют физической реальности и требуют современной концептуальной разработки. Наиболее реалистичной гипотезой объясняющей образование энергии вулканизма является гипотеза, основанная на свойстве жидкости при движении по трубопроводу создавать гидравлический удар. Так как каналы, разломы и трещины в земной коре можно условно отнести к подземным «трубопроводам», а магму к жидкости, то при движении магмы в земной коре и мантии могут происходить гидравлические удары, которые способны генерировать энергию извержений вулканов.

### Горные удары
Горные удары и причисляемым к ним внезапные выбросы пород и газа обычно имеют локальное значение и маломощны, хотя некоторые явления носили катастрофический характер с выделением энергии на уровне несколько десятков Мт ТНТ, что сравнимо по мощности со взрывами термоядерных устройств. Гипотезы образования энергии горных ударов, как и всех сейсмических явлений были разработаны в середине прошлого столетия, в которых главными двигателями указанных событий назначен резкий перепад горного давления в краевой части пласта пород, в результате которого горный массив не успевает релаксировать, теряет устойчивость и коллапсирует при выходе уровня упругих напряжений за рамки предела прочности пород. Вторым и главным локомотивом выбросов, по мнению исследователей, является дегазируемый горным массивом газ, который якобы скапливается в нишах пород, а затем разрывает массив по типу внезапного разрушения ёмкости находящейся под высоким давлением. Это положение противоречит факту имевшихся случаев внезапных выбросов пород без участия газа, что указывает на то, что гипотезы в фундаменте которых заложен газовый фактор, как двигатель процессов выбросов пород из горного массива, не имеют под собой почвы.

## Природа сейсмических явлений
Если рассматривать процессы сейсмических явлений с позиции движения и перемещения значительных масс вещества, что реально соответствует физической картинке окружающего нас мира, то согласно закону сохранения импульса абсолютно все сейсмические явления можно отнести к одному процессу — процессу внезапного выброса пород и газов из горного массива. Следовательно, механизм образования энергии всех сейсмических явлений один и может различаться лишь нюансами, в зависимости от горно-геологических условий пребывания горного массива. С началом XXI века, за счёт развития теорий квантования различных процессов, происходит качественный сдвиг в понимании сути происходящих физико-химических преобразований в породах горного массива на микроуровне, то есть на уровне квантов и атомных частиц, который и позволяет рассматривать сейсмические явления в свете современного трактования знаний классической электродинамики, квантовой физики, химии и отойти от использования архаичных положений гипотезы Упругая отдача и её многочисленных клонов.